# Communauté de communes du Vimeu Vert
Die Communauté de communes du Vimeu Vert war ein französischer Gemeindeverband mit der Rechtsform einer Communauté de communes im Département Somme in der Region Hauts-de-France. Sie wurde am 10. Dezember 1993 gegründet und umfasste zwölf Gemeinden. Der Verwaltungssitz befand sich im Ort Moyenneville.

## Historische Entwicklung
Vorgänger des Gemeindeverbands war das "Syndicat à Vocation Multiple de Moyenneville".
Am 1. Januar 2017 wurde der Gemeindeverband mit der Communauté de communes du Vimeu Industriel zur neuen Communauté de communes du Vimeu zusammengeschlossen.

## Ehemalige Mitgliedsgemeinden
1. Acheux-en-Vimeu
2. Béhen
3. Cahon
4. Ercourt
5. Grébault-Mesnil
6. Huchenneville
7. Miannay
8. Moyenneville
9. Quesnoy-le-Montant
10. Saint-Maxent
11. Tœufles
12. Tours-en-Vimeu